# Claude Sautet
Claude Sautet (Montrouge, Illa de França, 23 de febrer del 1924 - París, 24 de juliol del 2000) fou un guionista i realitzador de cinema francès.
Va filmar la seva primera pel·lícula, Bonjour sourire, l'any 1955. Sautet va obtenir fama internacional amb la seva pel·lícula de l'any 1969 Les Choses de la vie, on va dirigir i escriure el guió igual que la majoria de les seves pel·lícules posteriors.
Va morir de càncer a París l'any 2000 i va ser enterrat en el Cementiri de Montparnasse.

## Filmografia

### Com a director i guionista
- Le crime de Bouif (1951, assistent de direcció)
- Nous n'irons plus au bois (1951, curtmetratge)
- Bonjour sourire (1955)
- Classe tous risques (1960)
- L'Arme à gauche (1964)
- Les coses de la vida (Les Choses de la vie) (1970)
- Max i els traficants de ferralla (Max et les ferrailleurs) (1971)
- César et Rosalie (1972)
- Tres amics, les seves dones i els altres (Vincent, François, Paul... et les autres) (1974)
- Mado (1976)
- Une histoire simple (1978)
- Un mauvais fils (1980)
- Garçon ! (1983)
- Quelques jours avec moi (1988)
- Un cor a l'hivern (Un cœur en hiver) (1991)
- Nelly et Monsieur Arnaud (1995)

### Com guionista
- Le fauve est lâché (1959)
- Les Yeux sans visage (1960)
- Maigret voit rouge (1963)
- Peau de banane (1963)
- Symphonie pour un massacre (1963)
- Monsieur (1964)
- Échappement libre (1964)
- L'Âge ingrat (1964)
- La Vie de château (1965)
- Mise à sac (1967)
- La Chamade (1968)
- Le Diable par la queue (1969)
- Borsalino (1970)
- Les Mariés de l'an II (1971)
- Mon ami le traître (1988)
- Intersection (1993)